# Red Tab
25 godina kompilacijska kaseta, koja se dijelila na poklon svakom kupcu Levis traperica.

## Popis pjesama:
- 1. Gledam je dok spava
- 2. Ostani s njim
- 3. Prokleta nedjelja
- 4. Moja je pjesma lagana
- 5. Jesen u meni
- 6. Pusti nek traje
- 7. Pariz
- 8. Samo san